# Oslob
Oslob (Bayan ng Oslob) är en kommun i Filippinerna. Kommunen tillhör provinsen Cebu och ligger på ön med samma namn. Folkmängden uppgår till 22 472 invånare.

## Barangayer
Oslob är indelat i 21 barangayer.
| - Alo - Bangcogon - Bonbon - Calumpang - Canangca-an - Cañang - Can-ukban - Cansalo-ay - Daanlungsod - Gawi - Hagdan | - Lagunde - Looc - Luka - Mainit - Manlum - Nueva Caceres - Poblacion - Pungtod - Tan-awan - Tumalog |